# Associazione Sportiva Martina 1971-1972
Questa voce raccoglie le informazioni riguardanti l'Associazione Sportiva Martina nelle competizioni ufficiali della stagione 1971-1972.

## Rosa
| N. |                   | Ruolo | Calciatore               |
| -- | ----------------- | ----- | ------------------------ |
|    | Italia (bandiera) | C     | Luigi Alpini             |
|    | Italia (bandiera) | D     | Luciano Basile           |
|    | Italia (bandiera) | C     | Angelo Carrano           |
|    | Italia (bandiera) | A     | Renato Cesari            |
|    | Italia (bandiera) | P     | Antonio De Jaco          |
|    | Italia (bandiera) | C     | Francesco Delli Santi    |
|    | Italia (bandiera) | A     | Giovan Battista Fumarola |
|    | Italia (bandiera) | D     | Antonio Grossi           |
|    | Italia (bandiera) | D     | Fulvio Lanzillotti       |
|    | Italia (bandiera) | C     | Vincenzo Lanzone         |
|    | Italia (bandiera) | C     | Nicola Ranieri           |

| N. |                   | Ruolo | Calciatore          |
| -- | ----------------- | ----- | ------------------- |
|    | Italia (bandiera) | P     | Dino Nardelli       |
|    | Italia (bandiera) | A     | Tiziano Panozzo     |
|    | Italia (bandiera) | D     | Luigi Ricciardi     |
|    | Italia (bandiera) | D     | Marino Rossetti     |
|    | Italia (bandiera) | P     | Michele Salvemini   |
|    | Italia (bandiera) | A     | Saverio Sciacovelli |
|    | Italia (bandiera) | D     | Antonio Scarola     |
|    | Italia (bandiera) | D     | Domenico Scarola    |
|    | Italia (bandiera) | C     | Saverio Toscano     |
|    | Italia (bandiera) | C     | Antonio Tursi       |
|    | Italia (bandiera) | C     | Vitantonio Zizzi    |
|    | Italia (bandiera) | D     | Emanuele Zonno      |